# Ascenseur pour l'échafaud
Ascenseur pour l'échafaud è un album di Miles Davis pubblicato dalla Fontana Records nel 1958, colonna sonora dell'omonimo film del regista francese Louis Malle.

## Descrizione
Alla fine del 1957 Miles Davis si recò a Parigi per una tournée e per un ingaggio al Club Saint-Germain, locale alla moda di proprietà dello scrittore e intellettuale Boris Vian. Nella capitale francese incontrò nuovamente l'attrice Juliette Gréco con la quale aveva instaurato una relazione che, a fasi alterne, durava da molti anni. Frequentandola Davis entrò in contatto con molti esponenti del moderno ambiente culturale esistenzialista della Rive Gauche parigina: scrittori, artisti, filosofi che avevano come punto di ritrovo i locali e i salotti del quartiere di Saint-Germain-des-Prés. Tra questi il regista Louis Malle che aveva da poco terminato le riprese del suo film d'esordio, un noir a tinte forti che vedeva tra i protagonisti Jeanne Moreau e Maurice Ronet.

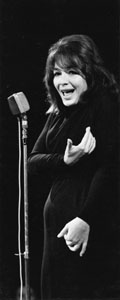
Juliette Gréco, musa della Rive Gauche e amante di Miles Davis, durante un concerto nel 1963.

Davis era giunto a Parigi grazie al produttore e promoter Marcel Romano il quale aveva da tempo in progetto la realizzazione di un film sul jazz, proprio con Miles Davis come protagonista. L'idea era di documentare il processo di creazione musicale tramite una jam session per catturare la complete communion ("completa comunione") tra i musicisti, fenomeno descritto come base dell'improvvisazione collettiva nel jazz. Fu a partire da quest'idea che Romano propose la cosa a Jean-Claude Rappeneau, amico e assistente di Louis Malle. Rappeneau suggerì di utilizzare Miles Davis per la colonna sonora del film che Malle stava completando. Già nelle immagini del film il regista aveva voluto omaggiare Davis in una scena nella quale appare bene evidente la copertina di un suo disco. Il caso volle che proprio nel periodo in cui si stava finendo il film il trombettista si trovasse in Francia per l'ingaggio al Club Saint-Germain.
Boris Vian, grande appassionato di jazz e discreto trombettista, era all'epoca il principale "contatto" francese per i musicisti americani che transitavano per la Francia. Fu lui, che tra l'altro all'epoca dirigeva il reparto jazzistico della Philips, a fare da intermediario tra Malle e Davis. Vian aveva in mente come modello quanto aveva fatto pochi mesi prima Roger Vadim per il suo Un colpo da due miliardi (Sait-on jamais... in originale) le cui musiche erano state composte da John Lewis e interpretate dal Modern Jazz Quartet.
Malle e Davis, con l'intermediazione di Vian, si incontrarono e, tre giorni dopo l'arrivo del trombettista a Parigi, fu organizzata una proiezione privata di Ascenseur pour l'échafaud. Malle spiegò a Davis la storia, l'intreccio tra i personaggi e le loro caratteristiche. Il regista non voleva la classica registrazione di una colonna sonora, ma una vera seduta d'improvvisazione, una jam session. Davis fu inizialmente riluttante, perché, pur stimando i musicisti francesi, non era convinto di poter trovare con loro il feeling adatto. Pensava mancasse il necessario affiatamento che invece aveva con i suoi abituali collaboratori di New York. Dopo due sole proiezioni però Davis accettò la sfida e si mise a lavorare alacremente nel suo albergo dove aveva a disposizione un pianoforte.
La sera del 4 dicembre, due settimane dopo l'incontro, Davis non doveva suonare al Club Saint-Germain e fu così organizzata la registrazione. La produzione affittò lo studio di una radio locale, la Poste Parisien, dove Davis riunì i musicisti. Tre erano francesi, il pianista René Urtreger, il sassofonista Barney Wilen e il bassista Pierre Michelot. Alla batteria sedeva Kenny Clarke, veterano del be bop e vecchia conoscenza di Davis che si era stabilito da qualche tempo in via pressoché definitiva a Parigi. Il trombettista aveva preparato alcuni abbozzi e dopo poche e rudimentali spiegazioni limitate alle sequenze armoniche, il gruppo iniziò a provare mentre Malle proiettava su uno schermo le scene del film a cui sarebbe stato aggiunto il commento sonoro. I musicisti iniziarono a lavorare lentamente, ma dopo poche ore si era creata la giusta atmosfera dettata anche dal modo in cui vennero proiettate le immagini. Malle aveva preparato una bobina con le sette scene a cui si sarebbe aggiunto il commento che veniva proiettata di continuo, in una sorta di loop. Ad ogni ciclo seguiva l'analisi di quanto suonato e il regista forniva indicazioni più precise su quanto voleva. Il lavoro fu completato in una sola notte, dalle 10 di sera alle 8 del mattino. Alla fine il regista montò la musica sul film, a volte utilizzando brani pensati per una scena in un'altra. A discapito dell'apparenza, la musica del film dura in tutto circa 18 minuti.
Per Davis si trattò certamente di un'esperienza del tutto nuova. Mai aveva partecipato alla realizzazione di una colonna sonora. Peraltro la registrazione del commento sonoro di Ascensore per il patibolo fu un'esperienza del tutto nuova anche per il mondo del cinema e per il jazz. Ad esempio, nel commento sonoro è presente quello che secondo alcuni è il primo assolo di contrabbasso senza accompagnamento mai realizzato (i brevi brani Évasion de Julien e Visite du vigile sono suonati dal solo Pierre Michelot), caratteristica voluta dal regista per meglio sottolineare alcune sequenze.
Malle definì il lavoro di Davis come fondamentale per la riuscita del film. La musica aggiungeva secondo il regista una nuova dimensione, in una sorta di contrappunto tra immagini e musica.
(Louis Malle)

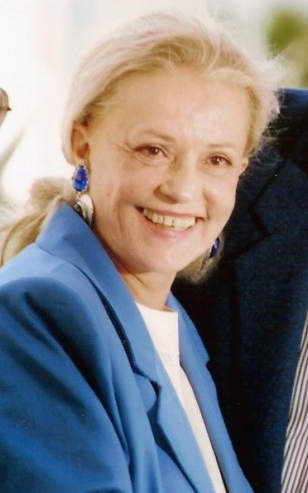
Jeanne Moreau, protagonista di Ascensore per il patibolo nel 1991. Il suo volto compare nella copertina della colonna sonora del film.

La colonna sonora del film fu pubblicata nel 1958 dalla Fontana Records, sussidiaria della Philips molto attiva nel jazz e controparte europea della Columbia Records, in un fortunato album a 10 pollici che conteneva dieci brani ricavati dalle registrazioni effettuate. In sede di post-produzione alla musica fu aggiunto un effetto di riverbero per enfatizzare la drammaticità del commento sonoro. Tale effetto, pensato per il film, fu mantenuto anche sul disco. Alla fine del 1959 la Columbia incluse la colonna sonora di Ascenseur pour l'échafaud (Elevator to the Gallows negli Stati Uniti) nella prima facciata dell'album Jazz Track distribuito nel mercato americano. Nel secondo lato furono inseriti tre brani inediti registrati da Davis nel maggio del 1958 con il suo sestetto in cui all'epoca militavano Bill Evans, John Coltrane e Cannonball Adderley. L'album della Columbia ottenne una nomination ai Grammy Award del 1961, ma sparì presto dalla circolazione per essere ristampato solo nel 2013.
Dopo molte ristampe e riedizioni della colonna sonora, nel 1988 la PolyGram, che deteneva il catalogo Fontana, produsse un CD contenente, oltre ai brani nella versione in cui furono inclusi nell'album originale, tutte le registrazioni effettuate da Davis e gli altri la notte tra il 4 e il 5 dicembre. In seguito le tracce apparvero in molti altri dischi tra i quali una versione rimasterizzata digitalmente a 24bit/96 kHz.

## Tracce
Lato A
1. Générique – 2:46 (Miles Davis)
2. L'assassinat de Carala – 2:08 (Miles Davis)
3. Sur l'autoroute – 2:16 (Miles Davis)
4. Julien dans l'ascenseur – 2:07 (Miles Davis)
5. Florence sur les Champs-Élysées – 2:49 (Miles Davis)

Lato B
1. Dîner au motel – 3:55 (Miles Davis)
2. Évasion de Julien – 0:50 (Miles Davis)
3. Visite du vigile – 2:02 (Miles Davis)
4. Au bar du petit bac – 2:51 (Miles Davis)
5. Chez le photographe du motel – 3:52 (Miles Davis)

### Complete Recordings (CD 1988)
1. Nuit sur les Champs Élyseés (Take 1) – 2:29
2. Nuit sur les Champs Élyseés (Take 2) – 5:26
3. Nuit sur les Champs Élyseés (Générique) (Take 3) – 2:55
4. Nuit sur les Champs Élyseés (Florence sur les Champs Élyseés) (Take 4) – 3:03
5. Assassinat (Visite du vigile) (Take 1) – 2:06
6. Assassinat (Julien dans l'ascenseur) (Take 2) – 2:14
7. Assassinat (L'Assassinat de Carala) (Take 3) – 2:13
8. Motel (Dîner au Motel) – 4:00
9. Final (Take 1) – 3:10
10. Final (Take 2) – 3:05
11. Final (Chez le photographe du motel) (Take 2) – 4:08
12. Ascenseur (Évasion de Julien) – 2:04
13. Le petit bal (Take 1) – 2:44
14. Le petit bal (Au bar du petit bac) (Take 2) – 2:59
15. Sequence voiture (Take 1) – 3:01
16. Sequence voiture (Sur l'autoroute) (Take 2) – 2:19
17. Générique – 2:49
18. L'assassinat de Carala – 2:11
19. Sour l'autoroute – 2:19
20. Julien dans l'ascenseur – 2:10
21. Florence sur les Champs Élyseés – 2:52
22. Diner au motel – 3:58
23. Evasion de Julien – 0:53
24. Visite du vigile – 2:07
25. Au bar du petit bac – 2:52
26. Chez le photographe du motel – 3:54

- Le tracce da 17 a 26 sono quelle contenute nel disco originale.[12]

## Formazione
- Miles Davis - tromba
- Barney Wilen - sassofono tenore
- René Urtreger - pianoforte
- Pierre Michelot - contrabbasso
- Kenny Clarke - batteria

## Edizioni
- 1958 – LP 10", Fontana Records 660 213 MR, Francia
- 1958 – Ascenseur pour l'échafaud (Lift to the Gallows), LP 10", Fontana Records 660 213 TR, Paesi Bassi, edizione con copertina diversa
- 1988 – Ascenseur pour l'échafaud (Lift to the Scaffold) - Complete Recordings, CD, Fontana Records PolyGram Records 836 305-2, riedizione con tutte le registrazioni effettuate nel dicembre del 1957
- 1988 – Ascenseur pour l'échafaud (Lift to the Scaffold) - Complete Recordings, LP, Fontana Records PolyGram Records 836 305-1, riedizione con alcune versioni alternative delle tracce registrate nel dicembre del 1957
- 1988 – Ascenseur pour l'échafaud (Lift to the Scaffold) - Complete Recordings, CD, Fontana Records PolyGram Records 840 813-2, riedizione della versione Complete Recordings ridotta a 18 tracce
- 1998 – Lift to the Scaffold (Ascenseur pour l'échafaud) - The Complete Original Recordings, LP, Fontana Records PolyGram Records 660213, contiene solo le prime 16 tracce della versione Complete Recordings e non le tracce del disco originale. La copertina è quella dell'album Columbia Records Jazz Track
- 2000 – LP, Gitanes Jazz Productions Universal Music Group 548 149-2, Francia, edizione rimasterizzata digitalmente a 24 bit
- 2003 – Ascenseur pour l'échafaud (Lift to the Scaffold) - Complete Recordings, CD, EmArcy Records Universal Music France 836 305-2, riedizione di Complete Recordings rimasterizata digitalmente
- 2007 – CD, Fontana Records Universal Music France B0009398-02, 836 305-1, riedizione del disco originale per la collana Originals della Universal